# NGC 1377
NGC 1377 este o galaxie lenticulară situată în constelația Eridanul. A fost descoperită în 19 decembrie 1799 de către William Herschel. Se află la o distanță de 24,03 de megaparseci de Pământ.